# Бней-Расан (ветряная электростанция)
Golan Heights Wind Farm — израильская ветроэлектростанция, расположенная на высоте 1050 м на горе Бней-Расан Голанских высот.

## История
Ветроэлектростанция была построена в 1992 году компанией Мэй Эден при поддержке Министерства энергетики и водоснабжения Израиля. Это был для Израиля первый ввод ВЭС и первый коммерческий ветроэнергетический проект на Ближнем Востоке. Установка агрегатов была осуществлена после обширной оценки ветровых ресурсов и проведенных исследований в течение трёх лет на 20 потенциальных площадках Голанских высот.
В составе ветропарка работает 10 турбин американского производителя Windtec марки Floda 600 (единичная номинальная мощность 600 кВт, диаметр ротора 45 м) общей установленной мощностью 6 МВт. Ветряная электростанция снабжает электроэнергией местных потребителей и выдает излишки в сеть.

## Льготные тарифы
В 2011 году правительство Израиля ввело в действие льготные тарифы на приобретение электроэнергии, производимой ветроэлектростанциями. До 31 декабря 2013 года Электрическая компания Израиля приобретает электричество ВЭС по 0,53 шекеля за кВт/час (0,11 евро) и будет приобретать по 0,49 шекеля кВт/час после этой даты.